# Коричневая демансия
Коричневая демансия (лат. Demansia psammophis), или песчаная коричневая змея, — ядовитая змея из семейства аспидов (Elapidae). Эндемик Австралии.
Общая длина составляет 80 см, иногда до 1,2 м. Верх тела окрашен в серовато-бурый цвет, а брюхо — в жёлтый цвет.
Любит сухие каменистые места. Активна днём. Питается ящерицами. Яд этой змеи не очень сильный — укушенные ящерицы длиной 15—18 см погибают примерно через 10 минут.
Яйцекладущая змея.